# Andreas von Maltzahn
Andreas von Maltzahn (* 5. August 1961 in Hagenow) ist ein deutscher evangelisch-lutherischer Theologe und Studienleiter für das Prediger- und Studienseminar der Nordkirche in Ratzeburg. Er war von 2007 mecklenburgischer Landesbischof und nach der Kirchenfusion von 2012 bis 2019 Bischof im Sprengel Mecklenburg und Pommern der Evangelisch-Lutherischen Kirche in Norddeutschland.

## Leben
Andreas von Maltzahn (Nr. 1709 der Geschlechtszählung) entstammt dem uradeligen Geschlecht der mecklenburgisch-vorpommerschen Familie Maltzahn. Er wurde geboren als ältester Sohn des Pastors Albrecht-Joachim Rudolf Friedrich von Maltzahn (* 1934; #1627) und dessen Frau Dorothea, geb. Laudien (* 1938).
Maltzahn legte in Rostock das Abitur ab und studierte danach Theologie in Rostock und Berlin. Nach einem dreijährigen Forschungsstudium an der Universität Greifswald, anschließendem Vikariat und Promotion war er ab 1992 Pastor in Vipperow und seit 1998 in Wismar. Von 2006 bis 2007 war er Propst in Wismar. Maltzahn ist verheiratet.
Andreas von Maltzahn wurde am 30. März 2007 von der Landessynode zum mecklenburgischen Landesbischof gewählt und trat dieses Amt am 1. August 2007 an. Bis 2012 war er in dieser Funktion maßgeblich an der Entstehung der Evangelisch-Lutherischen Kirche in Norddeutschland beteiligt. Am 11. Mai 2019 wurde er aus seinem Amt verabschiedet und wechselte als Studienleiter an das Prediger- und Studienseminar der Nordkirche in Ratzeburg, wohin er zum 1. Mai berufen worden war.

## Schriften
- Wahrhaftige Gewaltlosigkeit als religiöser Weg: eine Untersuchung zum Denken M. K. Gandhis. Diss. Greifswald 1992.